# Girlfriend (japán együttes)
A Girlfriend japán pop-rock együttes, melyet 2015-ben alapítottak. A zenekar menedzsmentje a TV Asahi Music, kiadója az Avex Trax.

## Az együttes tagjai
- Sakika — énekes és ritmusgitáros, 2000. március 9-én született
- Nagisa — szólógitáros, 2001. június 23-án született
- Mina — basszusgitáros, 2000. szeptember 20-án született
- Mirei — dobos, 1999. május 9-én született

## Az együttes története
A zenekar 2015-ben a Scandal mintájára az oszakai Caless ének- és tánciskola diákjaiból, Sakika énekes és ritmusgitárosból, Mina basszusgitárosból és Mirei dobosból alakult, akikhez később Nagisa szólógitáros is csatlakozott. Az együttes miatt az akkor 16–14 éves lányok Tokióból Oszakába költöztek, ahol együtt éltek. Az együttes célkitűzése az alapításuk évében a minél nagyobb színpadi tapasztalat kiépítésére összpontosult, első szólókoncertjüket 2016 márciusában, 13 hónappal a megalakulásuk után adták. 2016 júniusától a TV Asahi Music-ru TV zenei műsorának állandó vendégei voltak, augusztus 3-án pedig Hello címmel megjelent a független kiadós bemutatkozó középlemezük, mely a 131. helyezést érte el az Oricon heti eladási listáján. A kiadvány Hasire!!!! (走れ!!!!, ’Futás!!!!’) című dala az Oszaka Aojama Egyetem egyik televíziós reklámjának betétdala volt. Nagykiadós bemutatkozó kislemezük 15/Hide & Seek címmel jelent meg 2016. november 23-án. A Hide & Seek a Szószei no onmjódzsi animesorozat harmadik zárófőcím dala volt.

## Diszkográfia

### Stúdióalbumok
| #  | Megjelenés        | Cím       | Katalógusszám                                                | Számlista | Oricon |
| -- | ----------------- | --------- | ------------------------------------------------------------ | --------- | ------ |
| 1. | 2018. február 21. | Chocolate | AVCD-93812/B (korlátozott kiadás) AVCD-93813 (normál kiadás) |           | 71     |